# Округ Ироквој (Илиноис)
Ироквој (енгл. Iroquois County) је округ у америчкој савезној држави Илиноис.

## Демографија
По попису из 2010. године број становника је 29.718, што је 1.616 (-5,2%) становника мање 2000. године.
| Група             | 2000.          | 2010.          |
| Белци             | 29.580 (94,4%) | 27.467 (92,4%) |
| Афроамериканци    | 223 (0,7%)     | 233 (0,8%)     |
| Азијати           | 94 (0,3%)      | 103 (0,3%)     |
| Хиспаноамериканци | 1.217 (3,9%)   | 1.584 (5,3%)   |
| Укупно            | 31.334         | 29.718         |